# Emmanuel Mounier
Emmanuel Mounier (Grenoble, 12 de abril de 1905 — Châtenay-Malabry, 22 de março de 1950) foi um filósofo francês, e o fundador da revista Esprit e raiz do personalismo. 
As obras deste filósofo influenciaram a ideologia da "Democracia cristã". "Na sua obra O Personalismo, Mounier apresenta-nos, em plena elaboração e em plena vida, uma filosofia que escapa a todas as sistematizações, exactamente porque assente na pessoa que é livre e sempre imprevisível" (João Bénard da Costa, no prefácio da obra em português).

## Biografia
Emmanuel Mounier nasceu em 1905 numa família de tradições cristãs de Grenoble.
Em 1932, está entre os intelectuais que criaram o movimento da revista Esprit, consagrando-se Mounier à animação intelectual e à direcção prática desta revista, cuja palavra de ordem era "ruptura com a ordem estabelecida". As reflexões de Emmanuel Mounier tiveram a pessoa no centro, constituindo um novo modo de pensar que se veio a designar por "personalismo".
Emmanuel Mounier foi uma voz muito activa contra o fascismo e o nazismo, atribuindo-lhes, além de uma mesma origem, um propósito comum: o fim da civilização cristã ocidental. Em resultado da sua reflexão filosófica, Mounier defendeu a ideia de uma nova civilização na qual os cristãos e os não crentes pudessem cooperar.
Tomou posição contra as ligas fascistas em 1934, pela Frente popular em 1936, contra o Acordo de Munique em 1938, e pelos republicanos espanhóis em 1939. Em 1940, a revista Esprit surgiu em Lyon, na zona não ocupada pelos alemães, durante dez meses. O texto "Supplément aux mémoires d’un âne", foi censurado pelo regime de Vichy. Emmanuel Mounier foi preso durante alguns mesas por causa da sua participação no movimento da resistência. Viveu depois na clandestinidade até a libertação da França, após o que publicou, em 1946, o Traité du Caractère (Tratado do Carácter). Emmanuel Mounier morreu em 1950, continuando a revista Esprit o seu combate pelo personalismo.
Em Portugal, a influência do personalismo cristão de E. Mounier fez-se sentir em vários sectores políticos anti-salazaristas. Francisco Rolão Preto, por exemplo, no livro Justiça!, publicado em 1936, insurge-se contra a doutrina totalitária do fascismo e do salazarismo, inspirando-se direta e expressamente na obra de Emmanuel Mounier, Révolution personnaliste et communautaire (Revolução personalista e comunitária, 1935). Rolão Preto não virá a acompanhar Mounier no apoio que este manifestou à República espanhola.
O seu pensamento  viria, mais tarde, a influenciar alguns dos princípios do PPD - Partido Popular Democrático, no Portugal de  1974.

## Obras de Emmanuel Mounier
- Œuvres, 4 volumes, Paris, Edition du Seuil, 1961-1962; I  - 1931-1939; II - Traité du Caractère (1° ed, Édition du Seuil, 1946); III - 1945-1950; IV - Coleções póstumas e correspondências.
- L’engagement de la foi, Seuil, 1968. Textos escolhidos e apresentados por Paulette Mounier.
- Le Personnalisme, PUF, coll. Que Sais-je ?, n° 395, 1950.